# Kim Man-il
Kim Man-il (en coréen : 김만일 ; hanja : 金萬一), né Alexandre Irsenovitch Kim (Александр Ирсенович Ким) entre 1943 et 1946 (ou 1948 selon certaines sources), fut le second fils de Kim Il-sung, fondateur de la Corée du Nord, et de sa première épouse, Kim Jong-suk. Il était le frère puîné de Kim Jong-il, qui devait lui succéder à la tête du régime nord-coréen.

## Biographie
Les archives soviétiques attestent qu’il vit le jour sous le nom d’Alexandre Kim en 1943, au hameau de Viatskoïe, situé dans le kraï de Khabarovsk, en Union soviétique. Au sein de sa parentèle, il était affublé du sobriquet diminutif russe « Shoura » (en cyrillique : Шура), dérivé du prénom Alexandre.
Les hagiographies nord-coréennes affirment que lui et son frère aîné, Kim Jong Il, entretenaient une concorde parfaite et s’ébattaient conjointement.  

### Mort
Les récits relatifs à la disparition de Kim Man-il sont empreints de contradictions. Selon certaines sources nord-coréennes, ce dernier se serait noyé par accident au cours de l'été 1946 ou 1948, alors qu'il se livrait à des jeux avec son frère au bord d’un étang situé à Pyongyang. Toutefois, des informations émanant de sources russes rapportent que l'incident se serait produit à Viatskoïe, où le jeune Kim Man-il serait tombé dans un puits et se serait noyé avant que sa famille ne regagne la Corée. Par ailleurs, deux transfuges nord-coréens ont accusé le jeune Kim Jong Il d’être l'auteur de ce malheureux événement. D’après leur témoignage, alors que les deux frères se tenaient dans l’eau jusqu’à la poitrine, Kim Jong Il, enlevant rapidement son visage de la surface de l’eau, aurait poussé la tête de son cadet sous l’eau, dans un rire, provoquant ainsi sa noyade dans des circonstances tragiques. 
Selon les archives officielles de la république populaire démocratique de Corée, il appert qu’à la suite du trépas de son frère cadet, Kim Man-il, le jeune Kim Jong-il fut profondément ébranlé, et ce chagrin, selon les dires rapportés, ne se serait jamais entièrement estompé. Il demeure que certaines sources font mention de l’existence d’un sépulcre, sis à Viatskoïe, qui aurait jadis abrité les dépouilles de l’enfant défunt. L’an suivant, en 1949, leur mère, Kim Jong-suk, succomba lors des douleurs de l’enfantement, alors qu’elle mettait au monde une fille qui naquit sans souffle.